# Isa (álbum)
Isa es el octavo álbum de estudio de la banda noruega de black metal progresivo Enslaved, publicado el 1 de noviembre de 2004 por Tabu Recordings. Está considerado como su álbum más progresivo, ya que varias pistas aparecen seguidas sin silencio entre ellas, y la mayoría de ellas están compuestas de múltiples cambios de ritmo y de movimiento. La canción "Neogenesis", de casi doce minutos, es la canción más larga de las compuestas por la banda desde "793 (Slaget om Lindisfarne)", del álbum Eld (1997).
Es el primer álbum con el batería de Red Harvest, Cato Bekkevold y el teclista y vocalista Herbrand Larsen. En 2005, el álbum se llevó los dos premios musicales más importantes de Noruega, el Spellemannprisen y el Alarmprisen en la categoría de mejor álbum de metal.
La banda rodó su primer videoclip para la canción que da nombre al disco.

## Grabación y producción
Enslaved entró en los estudios Grieghallen, donde habían grabado sus dos álbumes anteriores, en julio de 2004 con la producción de Jørgen Træen y Eirik "Pytten" Hundvin. A finales de agosto, el proceso de grabación ya había sido terminado y el álbum fue mezclado en los estudios Duper.
En octubre, la banda presentó su primer videoclip, para la canción «Isa», dirigido por by Asle Birkeland. La reacción de Enslaved fue publicada en su página web:

Esto representa algo nuevo y excitante. Estamos muy felices.

## Lista de canciones
1. "Intro: Green Reflection" – 0:51
2. "Lunar Force" – 7:03
3. "Isa" – 3:46
4. "Ascension" – 6:45
5. "Bounded by Allegiance" – 6:38
6. "Violet Dawning" – 3:49
7. "Return to Yggdrasill" – 5:39
8. "Secrets of the Flesh" – 3:36
9. "Neogenesis" – 11:58
10. "Outro: Communion (excerpt)" – 0:56

## Miembros
- Ivar Bjørnson - guitarra
- Grutle Kjellson - bajo y voz
- Arve Isdal - guitarra
- Cato Bekkevold - batería
- Herbrand Larsen - teclados, melotrón y voz
- Asle Birkeland - diseño

## Recibimiento
Isa ganó el premio Spellemann en la categoría de mejor álbum de metal en 2005; los nominados eran Chimera de Mayhem y Den Femte Statsmakt de Black Debbath. El álbum también se llevó el premio Alarm en la misma categoría, venciendo a Mayhem, Red Harvest, Susperia y Khold.